# Border Run
Border Run (The Mule) est un thriller américain réalisé par Gabriela Tagliavini, sorti en 2012.

## Synopsis
Partie à la recherche de son frère qui a disparu lors d'une mission au Mexique, une journaliste américaine (Sharon Stone) est confrontée à la cruelle réalité des immigrés clandestins qui, au prix de leur vie, tentent de gagner les États-Unis...

## Fiche technique
- Titre français : Border Run
- Titre original : The Mule
- Réalisation : Gabriela Tagliavini
- Scénario : Don Fiebiger, Amy Kolquist
- Direction artistique : Christopher R. DeMuri
- Décors : Les Boothe
- Costumes : Alyson Hancey
- Photographie : Andrew Strahorn
- Montage : James Coblentz
- Producteur : Lucas Jarach, Jason Price
- Musique : Emilio Kauderer, Sebastián Kauderer
- Sociétés de Production : Voltage Pictures
- Société de distribution :  États-Unis Anchor Bay Entertainment,  France SND
- Budget :
- Pays de production :  États-Unis
- Langue originale : Anglais
- Genre : Thriller, Drame,
- Durée : 96 minutes
- Dates de sortie : 
  - États-Unis : 26 novembre 2012
  - France : 10 juillet 2013 (directement en vidéo)

## Distribution
- Sharon Stone (VF : Micky Sébastian) : Sofie
- Billy Zane (VFB : Laurent Bonnet) : Aaron
- Rosemberg Salgado : Rafael
- Miguel Rodarte (VFB : Pierre Lognay) : Javier
- Giovanna Zacarias : Juanita
- Manolo Cardona (VFB : Erwin Grünspan) : Roberto
- Gilmer Bejarano : Enrique
- Sevestino Salazar : Charlie
- Olga Segura : Maria